# Microdynerus globosus
Microdynerus globosus är en stekelart som beskrevs av Gusenleitner. Microdynerus globosus ingår i släktet Microdynerus och familjen Eumenidae. Inga underarter finns listade i Catalogue of Life.